# 가 (칭호)
가(加)는 부여 사회의 중심적 지배 계급을 형성한 부족장의 칭호이다.

## 개요
'가'는 씨족장·부족장을 의미하는 것으로 고구려에서도 사용되었다. 부족장 중에서 가장 유력한 자는 '마가(馬加)'·'우가(牛加)'·'저가(猪加)'·'구가(狗加)' 등 가축의 이름을 붙여서 불렀는데, 이들은 각기 사출도(四出道)의 하나씩을 주관하였다. 이들 대가(大加)는 왕과 마찬가지로 대사(大使)·대사자(大使者)·사자(使者) 등의 직속 가신(家臣)을 갖고 있었다. 근본적으로 왕과 동질적인 성격을 가진 대가는 군주(君主)인 왕의 세력을 견제하였다. 제가(諸家)는 각자가 무기를 가지고 전쟁에 출전할 수 있는 권리를 가진 자였다. 비록 국내에서는 흰 옷에 가죽신을 신었으나 사신으로 외국에 갈 때에는 비단 옷과 중국인이 부러워하는 값 비싼 털 옷을 입었으며, 모자는 금·은으로 꾸미는 사치스런 옷차림을 하였다. 또한 조두(俎頭)라는 고급 밥그릇을 사용하였고, 죽으면 많은 사람을 같이 순장하였다. 그들은 사회적으로 권력의 소유자일 뿐만 아니라, 경제적인 부(富)의 소유자로서 많은 노예를 소유하였다.

## 같이 보기
- 부여
- 사출도
- 고추가